# August Van Steelant
August "Gust" Van Steelant (Sint-Niklaas, 8 april 1921 - Sint-Niklaas, 24 oktober 1971) was een Belgisch voetballer die speelde als aanvaller. Hij voetbalde in Eerste klasse bij Sint-Niklase SK en speelde 8 interlandwedstrijden met het Belgisch voetbalelftal.

## Loopbaan
Van Steelant debuteerde in 1938 als aanvaller in het eerste elftal van Sint-Niklase SK dat op dat moment nog in Derde klasse speelde. Hij verwierf er al snel een basisplaats. De Belgische competitie lag deels stil door het uitbreken van de Tweede Wereldoorlog maar Sint-Niklaas slaagde er toch in om in 1943 en 1944 achtereenvolgens kampioen te spelen in Derde en in Tweede klasse om zo voor de eerste keer in haar bestaan door de stoten naar Eerste klasse. In de eerste naoorlogse competitie in 1946 behaalde Sint-Niklaas een mooie 13de plaats. Het daaropvolgende seizoen werd de ploeg 17de en kon de degradatie niet meer vermeden worden.
In Tweede klasse ontpopte Van Steelant zich tot een vlotte scoorder en hij werd in 1948 voor de eerste maal geselecteerd voor het Belgisch voetbalelftal. In de periode 1948-1951 werd Van Steelant 12 maal geselecteerd voor de nationale ploeg en speelde hij 8 wedstrijden. Van Steelant wist driemaal te scoren: in 1948 in de thuiswedstrijd en in de uitwedstrijd tegen Nederland en in 1951 in de thuiswedstrijd tegen Spanje.
Van Steelant bleef voor Sint-Niklase SK spelen tot in 1956. De ploeg bleef gedurende die periode steeds in Tweede klasse actief. In totaal speelde Van Steelant 247 wedstrijden in Tweede klasse waarbij hij 126 doelpunten scoorde en speelde hij 68 wedstrijden in Eerste klasse waarbij hij 21 doelpunten wist te scoren.
Hij overleed vroegtijdig. Op 50-jarige leeftijd kwam hij onder de wielen van een autobus terecht en overleefde het ongeval niet.